# José Evaristo Uriburu
José Evaristo de Uriburu (Salta, 19 de novembro de 1831 - Buenos Aires, 23 de outubro de 1914) foi presidente da Argentina entre 1895 e 1898.
Com a renúncia do presidente Luis Sáenz Peña em 23 de janeiro de 1895, Uriburu assume o cargo, por ser seu vice. Durante seu governo o país deixa a crise econômica e financeira. Aprovou a reforma da Constituição em 1898, aumentando para oito o número de ministros do executivo.
Enfrentou os conflitos com o Chile, que reivindicava uma parte da Patagônia. Em defesa da soberania nacional, convoca o primeiro recrutamento de cidadãos de vinte anos para aumentar o poder de combate das Forças Armadas.
Com a piora dos litígios de fronteira com o Chile, era necessário que assumisse o poder um militar experiente, com prestígio político e bem informado sobre o conflito, sendo eleito o militar Julio Argentino Roca para substituir Uriburu em 12 de outubro de 1898. Roca já havia sido presidente da Argentina de 1880 a 1886.